# أمير ديزج
أمير ديزج هي قرية في مقاطعة أذر شهر، إيران. عدد سكان هذه القرية هو 1,018 في سنة 2006.